# The $1,000,000 Reward
The $1,000,000 Reward – amerykański serial obyczajowy w reżyserii George'a Lessey, którego premiera miała miejsce w styczniu 1920 roku. Produkcja uznawana jest za zaginioną.

## Obsada
- Lillian Walker(inne języki) – Betty Thorndyke
- Coit Albertson(inne języki) – Morgan Spencer
- Charles B. Middleton(inne języki) – William Russell
- George Lessey(inne języki) – James Bradley (zapisany jako George A. Lessey)
- Joe Smith Marba – Kenwah (zapisany jako Joseph Marba)
- Leora Spellman(inne języki) – Valerie Kernan
- Bernard Randall – Kip Van Hoan
- William Pike – James Forsythe
- Buck Connors(inne języki) (zapisany jako George Connors)
- Louise Hotaling
- Ray Allen
- Herbert Rawlinson(inne języki) – mężczyzna w garniturze (ang. man in suit)
- F.W. Stewart